# Абдалла ан-Насір
Абдалла ан-Насір (араб. الناصر عبد الله بن الحسن; 1812—1840) — імам Ємену, нащадок імама Аббаса аль-Магді.